# Gérard d'Houville
Gérard d'Houville, pseudonimo di Marie Louise Antoniette de Hérédia (Parigi, 20 dicembre 1875 – Parigi, 6 febbraio 1963), è stata una scrittrice francese.

## Biografia
Figlia del famoso poeta José-Maria de Hérédia e sposa dello scrittore Henri de Régnier, fin da bambina frequentò poeti ed artisti. Cominciò a scrivere versi fin dalla più tenera età, pubblicandoli sulle riviste dell'epoca con la firma ***. Solo più tardi avrebbe preso lo pseudonimo maschile di Gérard d'Houville, dal cognome di sua madre. 
Era una donna dotata di una fulgida bellezza e di una personalità vitale ed inquieta, che l'avrebbe portata ad avere una vita sentimentale e familiare piuttosto burrascosa: ebbe diversi amanti, tra cui Pierre Louÿs (padre naturale di suo figlio) e Gabriele D'Annunzio. 
Il suo primo romanzo, L'Inconstante (1903), le diede grande successo, tanto da spingerla a pubblicare una lunga e fortunata serie di opere in prosa. Nel 1918, le venne conferito il Gran premio di letteratura dell'Accademia francese, per l'insieme della sua opera letteraria.
Dopo la morte del figlio, avvenuta nel 1943, la scrittrice si sarebbe ritirata dalla scena pubblica.

## Nella cultura di massa
Il film Curiosa (2019), della regista Lou Jeunet, è ambientato nella Parigi del 1895 ed è ispirato alla vita ed al triangolo amoroso tra Marie de Heredia, Henri de Régnier e Pierre Louÿs. 

## Opere principali
- L'Inconstante (1903)
- L'Esclave (1905)
- Le Temps d'aimer (1908)
- Le Séducteur (1914)
- Jeune Fille (1916)
- Tant pis pour toi (1921)
- Les poésies de Gérard d'Houville (1930)